# Paonias integerrima
Paonias integerrima är en fjärilsart som beskrevs av Harris 1833. Paonias integerrima ingår i släktet Paonias och familjen svärmare. Inga underarter finns listade i Catalogue of Life.